# Lecomtedoxa heitzana
Lecomtedoxa heitzana är en tvåhjärtbladig växtart som först beskrevs av Auguste Jean Baptiste Chevalier, och fick sitt nu gällande namn av André Aubréville. Lecomtedoxa heitzana ingår i släktet Lecomtedoxa och familjen Sapotaceae.
Artens utbredningsområde är Gabon. Inga underarter finns listade i Catalogue of Life.